# Liste des îlots de Madère
Voici la liste des îlots de Madère, région autonome du Portugal, avec leur superficie en kilomètres carrés, leur localisation et leur nom portugais lorsqu'il diffère du nom le plus couramment utilisé.

## Liste
| Nom                        | Nom                         | Localisation                    | Superficie |
| en français                | en portugais                | Localisation                    | Superficie |
| -------------------------- | --------------------------- | ------------------------------- | ---------- |
| Îlot Alto                  | Ilhéu Alto                  | Îles Selvagens                  |            |
| Îlot de Cal                | Ilhéu da Cal                | Porto Santo                     | 1          |
| Îlot de Campanário         | Ilhéu do Campanário         | Campanário (Ribeira Brava)      |            |
| Îlot de Cenouras           | Ilhéu das Cenouras          | Porto Santo                     | 0,048      |
| Îlot de Cevada             | Ilhéu da Cevada             | Caniçal (Machico)               |            |
| Îlot Chão                  | Ilhéu Chão                  | Îles Desertas                   | 1          |
| Îlot de Cima               | Ilhéu de Cima               | Porto Santo                     | 0,32       |
| Îlot Comprido              | Ilhéu Comprido              | Îles Selvagens                  |            |
| Îlot Comprido              | Ilhéu Comprido              | Ribeira da Janela (Porto Moniz) |            |
| Îlot de Farol              | Ilhéu do Farol              | Caniçal (Machico)               |            |
| Îlot de Ferro              | Ilhéu de Ferro              | Porto Santo                     |            |
| Îlot de Fonte da Areia     | Ilhéu da Fonte da Areia     | Porto Santo                     | 0,031      |
| Îlot de Fora               | Ilhéu de Fora               | Porto Santo                     | 0,05       |
| Îlot de Fora               | Ilhéu de Fora               | Îles Selvagens                  | 0,08       |
| Îlot de Forja              | Ilhéu da Forja              | São Martinho (Funchal)          |            |
| Îlot de Gorgulho           | Ilhéu do Gorgulho           | São Martinho (Funchal)          |            |
| Îlot Grande                | Ilhéu Grande                | Îles Selvagens                  |            |
|                            | Ilheuzinho                  | Ribeira da Janela (Porto Moniz) |            |
| Îlot de Lido               | Ilhéu do Lido               | São Martinho (Funchal)          |            |
| Îlot Mole                  | Ilhéu Mole                  | Porto Moniz                     |            |
| Îlots de Norte             | Ilhéus do Norte             | Îles Selvagens                  |            |
| Îlot de Nossa da Conceição | Ilhéu de Nossa da Conceição | Funchal                         |            |
|                            | Palheiro da Terra           | Îles Selvagens                  |            |
|                            | Palheiro do Mar             | Îles Selvagens                  |            |
| Îlot Pequeno               | Ilhéu Pequeno               | Îles Selvagens                  |            |
| Îlot de Porto da Cruz      | Ilhéu do Porto da Cruz      | Porto da Cruz (Machico)         |            |
| Îlot Preto                 | Ilhéu Preto                 | Boaventura (São Vicente)        |            |
| Îlot de Rama               | Ilhéu da Rama               | Ribeira da Janela (Porto Moniz) |            |
| Îlot Redondo               | Ilhéu Redondo               | Îles Selvagens                  |            |
| Îlot de Rocha do Navio     | Ilhéu da Rocha do Navio     | Santana                         |            |
| Îlot de São Jorge          | Ilhéu de São Jorge          | São Jorge (Santana)             |            |
| Îlot Sinho                 | Ilhéu Sinho                 | Îles Selvagens                  |            |
| Îlot de Sul                | Ilhéu do Sul                | Îles Selvagens                  |            |